# اچ‌دی ۲۲۰۴۶۶
اچ‌دی ۲۲۰۴۶۶ یک ستاره است که در صورت فلکی دلو قرار دارد.